# Oncy-sur-École
Oncy-sur-École és un municipi francès, situat al departament de l'Essonne i a la regió de Illa de França. L'any 2007 tenia 939 habitants.
Forma part del cantó de Mennecy, del districte d'Évry i de la Comunitat de comunes des 2 Vallées.

## Demografia

### Població
El 2007 la població de fet d'Oncy-sur-École era de 939 persones. Hi havia 338 famílies, de les quals 64 eren unipersonals (24 homes vivint sols i 40 dones vivint soles), 111 parelles sense fills, 139 parelles amb fills i 24 famílies monoparentals amb fills.
La població ha evolucionat segons el següent gràfic:
Habitants censats

### Habitatges
El 2007 hi havia 407 habitatges, 346 eren l'habitatge principal de la família, 31 eren segones residències i 31 estaven desocupats. 400 eren cases i 4 eren apartaments. Dels 346 habitatges principals, 302 estaven ocupats pels seus propietaris, 33 estaven llogats i ocupats pels llogaters i 12 estaven cedits a títol gratuït; 1 tenia una cambra, 12 en tenien dues, 45 en tenien tres, 75 en tenien quatre i 213 en tenien cinc o més. 276 habitatges disposaven pel capbaix d'una plaça de pàrquing. A 134 habitatges hi havia un automòbil i a 189 n'hi havia dos o més.

### Piràmide de població
La piràmide de població per edats i sexe el 2009 era:
| Homes | Edats   | Dones |
| ----- | ------- | ----- |
| 0     | 95 o +  | 0     |
| 0     | 90 a 94 | 8     |
| 4     | 85 a 89 | 0     |
| 8     | 80 a 84 | 4     |
| 8     | 75 a 79 | 16    |
| 8     | 70 a 74 | 16    |
| 28    | 65 a 69 | 16    |
| 16    | 60 a 64 | 4     |
| 8     | 55 a 59 | 32    |
| 28    | 50 a 54 | 32    |
| 28    | 45 a 49 | 32    |
| 48    | 40 a 44 | 36    |
| 48    | 35 a 39 | 48    |
| 20    | 30 a 34 | 28    |
| 16    | 25 a 29 | 24    |
| 16    | 20 a 24 | 32    |
| 36    | 15 a 19 | 20    |
| 36    | 10 a 14 | 44    |
| 40    | 5 a 9   | 28    |
| 32    | 0 a 4   | 8     |

## Economia
El 2007 la població en edat de treballar era de 607 persones, 435 eren actives i 172 eren inactives. De les 435 persones actives 412 estaven ocupades (217 homes i 195 dones) i 23 estaven aturades (11 homes i 12 dones). De les 172 persones inactives 64 estaven jubilades, 63 estaven estudiant i 45 estaven classificades com a «altres inactius».

### Ingressos
El 2009 a Oncy-sur-École hi havia 347 unitats fiscals que integraven 948 persones, la mediana anual d'ingressos fiscals per persona era de 23.199 €.

### Activitats econòmiques
Dels 42 establiments que hi havia el 2007, 2 eren d'empreses de fabricació d'altres productes industrials, 5 d'empreses de construcció, 15 d'empreses de comerç i reparació d'automòbils, 2 d'empreses de transport, 1 d'una empresa d'hostatgeria i restauració, 1 d'una empresa d'informació i comunicació, 2 d'empreses financeres, 1 d'una empresa immobiliària, 6 d'empreses de serveis, 1 d'una entitat de l'administració pública i 6 d'empreses classificades com a «altres activitats de serveis».
Dels 11 establiments de servei als particulars que hi havia el 2009, 1 era un taller de reparació d'automòbils i de material agrícola, 1 taller d'inspecció tècnica de vehicles, 1 paleta, 1 fusteria, 1 lampisteria, 1 electricista, 1 empresa de construcció, 2 perruqueries, 1 tintoreria i 1 saló de bellesa.
Dels 6 establiments comercials que hi havia el 2009, 1 era un hipermercat, 1 un supermercat, 1 una botiga de congelats, 1 una peixateria, 1 una llibreria i 1 una botiga de roba.
L'any 2000 a Oncy-sur-École hi havia 3 explotacions agrícoles.

## Equipaments sanitaris i escolars
El 2009 hi havia 1 escola maternal i 1 escola elemental.

## Poblacions més properes
El següent diagrama mostra les poblacions més properes.